# Manifiesto de Praga
El Manifiesto de Praga es una declaración presentada en el congreso universal de esperanto del año 1996 en Praga.
Según el manifiesto mismo, es una declaración de «miembros del movimiento mundial para el progreso del esperanto» y está dirigido «a todos los gobiernos, organizaciones internacionales, y hombres de buena voluntad».
El manifiesto busca presentar los objetivos del movimientos esperantista, haciendo enfoque en los siguientes puntos:
- Democracia
- Educación sin fronteras
- Eficacia pedagógica
- Poliglotismo
- Derecho de las lenguas
- Diversidad Lingüística
- Emancipación de la Humanidad

## Aceptación del manifiesto
Frecuentemente se dice que el manifiesto es aceptado por los participantes del congreso en Praga. Efectivamente, el comité de UEA aceptó el manifiesto el 20 de julio de 1996. También se pidió que todos los participantes firmaran individualmente el manifiesto; sin embargo solo fue firmado por 550 de 2.972 participantes. La afirmación de que los participantes, o "el congreso universal" aceptó el manifiesto es errónea o al menos confusa, incluso si se supone que la mayoría de los participantes estuvieron de acuerdo acerca del contenido del manifiesto.
La kongresa rezolucio akceptita en Prago de la Komitato de UEA atentigis pri la manifesto per la vortoj "(...) konstatinte la gravecon de la principoj esprimitaj en la Manifesto de Prago (...)".
Críticas del Manifiesto de Praga se pueden encontrar en el capítulo "Manifiestoj sen mitoj" del libro Esperanto sen mitoj de Ziko Marcus Sikosek.

## Recolección de firmas
Después del congreso en Praga, la UEA continuó con la recolección de firmas. El 15 de mayo de 1998, la UEA recolectó 11.111 firmas. El número superó las 13 000 firmas en el 2005.[cita requerida]